# Õisu järv
Õisu järv är en sjö i södra Estland. Arean är 1,9 kvadratkilometer. Den ligger i Mulgi kommun i landskapet Viljandimaa, 140 km söder om huvudstaden Tallinn. Den ligger 6 km nordöst om småköpingen (estniska: alevik) Halliste och sjön tillhörde innan kommunreformen 2017 Halliste kommun. 
Õisu järv ligger 46 meter över havet. Omgivningarna runt Õisu järv är en mosaik av jordbruksmark och naturlig växtlighet. Sjön tillförs vatten av åarna Kõpu jõgi, Vidva oja och Raadi oja. Utflödet är Kõpu jõgi, biflöde till Raudna jõgi som via Halliste jõgi och Navesti jõgi och Pärnu jõgi mynnar i Rigabukten.
Trakten ingår i den hemiboreala klimatzonen. Årsmedeltemperaturen i trakten är 3 °C. Den varmaste månaden är juli, då medeltemperaturen är 18 °C, och den kallaste är januari, med −13 °C.

### Fotnoter
1. ↑  Õisu Järv hos Geonames.org (cc-by); post uppdaterad 2012-01-17; databasdump nerladdad 2015-09-05
2. ↑  ”NASA Earth Observations: Land Cover Classification”. NASA/MODIS. Arkiverad från originalet den 28 februari 2016. https://web.archive.org/web/20160228161657/http://neo.sci.gsfc.nasa.gov/view.php?datasetId=MCD12C1_T1. Läst 30 januari 2016.
3. ↑  Peel, M C; Finlayson, B L; McMahon, T A (2007). ”Updated world map of the Köppen-Geiger climate classification”. Hydrology and Earth System Sciences 11:  sid. 1633-1644. doi:10.5194/hess-11-1633-2007. http://www.hydrol-earth-syst-sci.net/11/1633/2007/hess-11-1633-2007.html. Läst 30 januari 2016.
4. ↑  ”NASA Earth Observations Data Set Index”. NASA. Arkiverad från originalet den 7 april 2019. https://web.archive.org/web/20190407091601/https://neo.sci.gsfc.nasa.gov/dataset_index.php. Läst 30 januari 2016.